# Джанлука Безина
Джанлука Безина е малтийски лекар и певец, който представя Малта на песенния конкурс „Евровизия 2013“ в град Малмьо.

## Биография
Роден е в малтийското село Кренди. Той е 3-то от общо 7 деца в семейството, всички занимаващи се с музика.
Сестра му Дороти Безина също участва в селекцията за „Евровизия“ – с песента „Starting from the End“. Веднъж Джанлука изпява песента Tomorrow за „Евровизия“ заедно със семейството си в предаването „Xarabank“ по малтийската телевизия. През 1989 г. леля му Мари Ан Замит издава няколко аудиокасети с песни, посветени на детето и семейството, които стават популярни. Дядо му Гаетано Канта е забележителен човек, допринесъл за употребата на малтийския език в поп песни: създава текстове на родния си език към песни през 1950-те, 1960-те и 1970-те години.

### Отрано в музиката
Безина започва да се занимава с музика на 7-годишна възраст, изучавайки акордеон. През това време развива и певческите си способности в малтийския детски хор. Певецът е фронтмен на групата „Фънк Инишиатив“, като има издадени 3 сингъла, 2 от които – „The Liberators“ и „Paris“ – са пускани по местни радиостанции и достигнали челни места.
Упражнява лекарската професия от юли 2012 г.

### Евровизия 2013
Джанлука Безина печели малтийския национален финал на 2 февруари 2013 г. и това му дава правото да представи страната във втория полуфинал на „Евровизия 2013“. В интервю по малтийската телевизия казва, че не може да повярва, че печели още от първия опит – понеже решава да участва само за забавление.
На финала на „Евровизия“ се класира на 8-о място със 120 точки и на следващия ден се връща в Малта, посрещнат от фенове, роднини и приятели.